# Don Binney
Don Binney (24 de marzo de 1940- 14 de septiembre de 2012) fue un pintor de Nueva Zelanda, más conocido por sus pinturas de aves.
Nacido y criado en Auckland, fue educado en Parnell, Auckland, tomando clases con John Weeks y R B Sibson, quien se convirtió en su amigo y guía en el campo de la ornitología. Desde 1958 hasta 1961, estudió en la Escuela de Bellas Artes de Elam en Auckland, obteniendo el Diploma de Bellas Artes. Los tutores de Binney incluyeron a Ida Eisa, James Turkington, Robert Ellis y Robin Wood. En 1963, realiza su primera exposición individual en Ikon Gallery, Auckland y comenzó a enseñar en Mount Roskill Grammar School, donde enseñó hasta 1966.
En la observación de aves, Binney dijo que descubrió un pasaje en el paisaje y la oportunidad de desarrollar una relación personal con él.
Binney se ha descrito a sí mismo como un pintor figurativo que ve con la metáfora psíquica del medio ambiente. Trabajó con óleo, acrílico, carboncillo, tinta y lápiz carbón, muchas de sus obras representan la costa oeste de Auckland y Northland, que contienen el mar, el cielo, las aves nativas, naturaleza muerta y, en ocasiones, figuras.
Se le concedió un OBE por sus servicios a las artes en 1995. Binney murió de un ataque al corazón mientras estaba en el hospital de Auckland por una enfermedad no relacionada, el 14 de septiembre de 2012, a la edad de 73 años, y le sobreviven su esposa Phillipa y su hija Mary.